# جف اسمیت (نقاش کارتون)
جف اسمیت (انگلیسی: Jeff Smith؛ زادهٔ ۲۷ فوریهٔ ۱۹۶۰) یک پویانما اهل ایالات متحده آمریکا است.